# タンバイ・マットソン
タンバイ・マットソン（Tabai Matson、1973年5月14日 - ）は、オーストラリアのラグビー指導者。リコーブラックラムズ東京のヘッドコーチを務める。

## プロフィール
- フィジー出身。ニュージーランドの高校・大学に進んだ[1]。
- ニュージーランド代表[2]・フィジー代表に選ばれた[3]。
- ヤマハ発動機ジュビロ（現・静岡ブルーレヴズ）に在籍したことがあり、選手と兼任で、ヘッドコーチやコーチを務めた[4][1]。

## 選手経歴
1994年から、ニュージーランド州代表選手権のカンタベリー地方代表。
1996年から、スーパーラグビーのクルセイダーズに所属。
1995年から1996年まで、ニュージーランド代表（オールブラックス）として5試合に出場したが、テストマッチの出場は無かった。
ラグビーワールドカップ1999で、フィジー代表として2試合に出場した。
2001年からヤマハ発動機に加入。最後の3シーズンはヘッドコーチやコーチも兼任し、2006年に退団した。

## コーチ経歴
2003-2004シーズンからヤマハ発動機ジュビロで選手とヘッドコーチコーチを兼任、2004年から2006年までは選手とコーチを兼任。
2006年に、オーストラリアのクイーンズランド大学でアシスタントコーチと選手を務める。
2007年に、オーストラリアのゴールドコーストブレイカーズ（現・ボンド大学ラグビー部）のヘッドコーチに就任した。
2009年から、ニュージーランド州代表選手権のカンタベリーのアシスタントコーチに就任。2012年にはヘッドコーチとなり、ITMカップ（州代表対抗戦）での5連覇を達成。
2013年から2015年まで、マオリ・オールブラックスのアシスタントコーチに就任。同チームのコーチは、非マオリ人として初めて。
2013年から、スーパーラグビーのクルセイダーズで3年間アシスタントコーチを務めた。
2015年、フィジー代表のコーチを務め、ワールドカップ2015に臨んだ。
2016年、イングランドのバースでヘッドコーチに就任。
2018年から3シーズン、チーフスのコーチを務めた。
2020年に、U20ニュージーランド代表のヘッドコーチを担当。
2021-22シーズンから、イングランドのハーレクインズでヘッドコーチを2シーズン務める。その後は、ハーレクインズの男子と女子のパフォーマンスディレクターに就任した。2024年、退任。
2024年8月、リコーブラックラムズ東京のヘッドコーチに就任。